# 都市計画

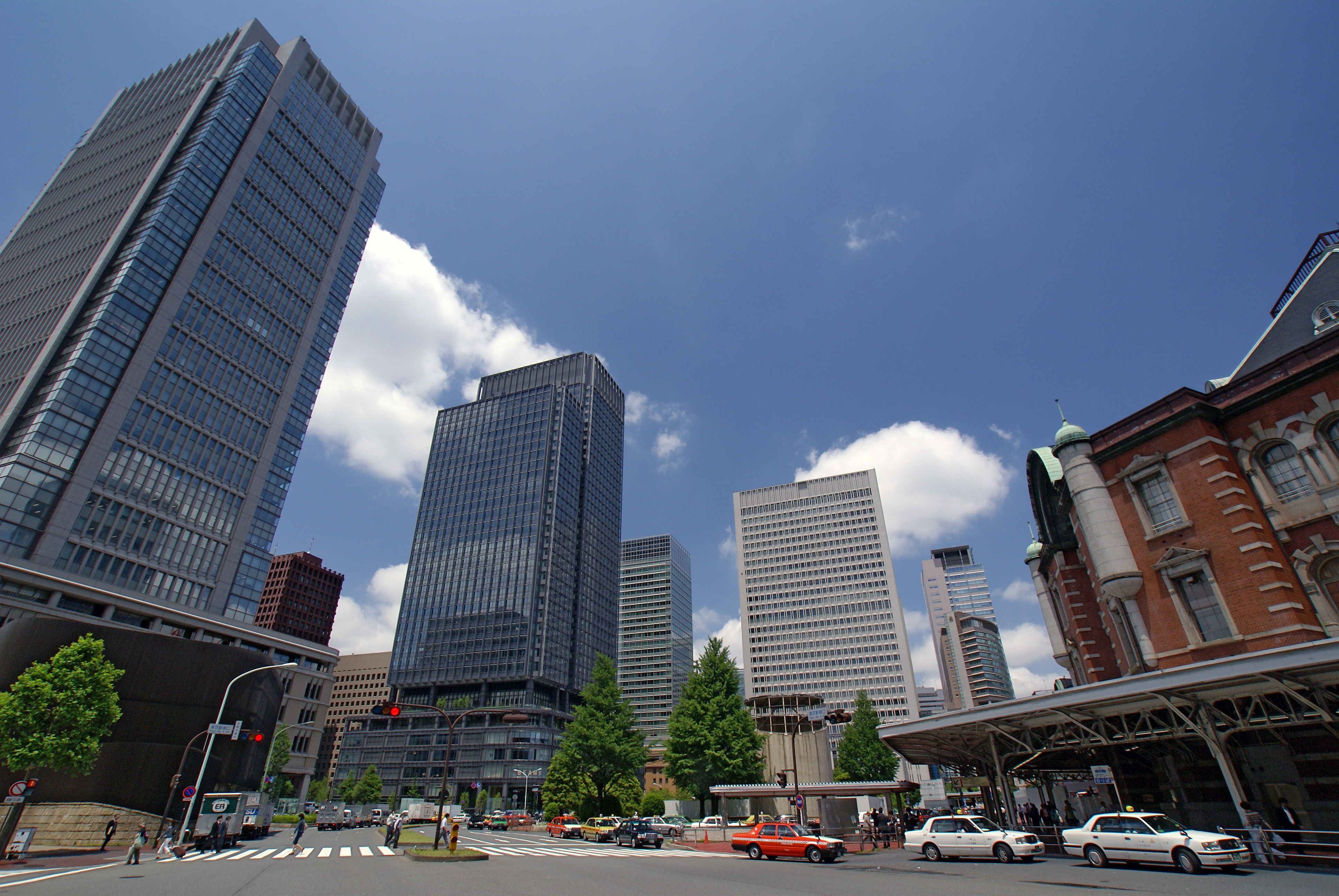
日本の東京丸の内東京駅前の風景

都市計画（としけいかく、英語: urban planning、city planning）とは、都市の将来あるべき姿（人口、土地利用、主要施設等）を想定し、そのために必要な規制、誘導、整備を行い、都市を適正に発展させようとする方法や手段のことである。歴史的には、産業革命以後、劣悪な都市環境が社会問題となり、やがて近代都市計画が生まれることとなった。
都市計画は「都市の健全な発展と秩序ある運営を図る」、「劣悪な居住環境に起因する国民の健康問題を防止する」、「都市景観を改善し、保守する」などの必要性から、土地利用のあり方、都市施設（道路・公園等）の整備、市街地開発について計画を策定し、その実現を図ることであるといえる。

## 概要
「シティプランニング」という外来語に対して「都市計画」という訳をあて、最初にその用語を使ったとされるのは、東京高商（現一橋大学）教授や大阪市長を務めた関一である。一般に、都市を物的に見れば、幹線道路・鉄道・上下水道・大規模公園などの基幹的都市施設、街割（街区割り・敷地割り）によって形成される街路・小公園等の地区基盤施設と宅地、宅地上に建築される建築物、学校・病院等の公共・関連公共施設などから構成される。こうした諸要素の相互関係を適切に保つことが都市計画の基本的な役割であることから、都市計画の構成要素も、都市基幹施設や公共公益施設の配置計画、街割の計画（市街地開発の計画）、建築（土地利用）の規制に関する計画からなることが一般的である。街割の計画は制度的には「土地区画整理事業」「開発許可制度」等を通じて実現される。建築・土地利用の規制は、地域（ゾーン）を区分して異なる規制を課すところからゾーニング（zoning）と呼ばれる。都市基幹施設や土地利用の概略的な配置計画を都市全体について定めておき、個々の地区を開発する際に街割と地区施設、建築規制の計画を一体的に定めた地区詳細計画を定め、これに従った開発を強制する方式もドイツ等では採用されている。
また、都市の整備に関し、工学的な学術を都市工学、設計行為を都市設計と呼び、さらに都市空間の意匠やデザインはアーバンデザインといい、法的制度としての「都市計画」の枠組みにこだわらず、より広い観点から都市空間や都市社会を改善・形成しようとする活動、特に、いわゆる「草の根」型の活動、すなわち住民・市民主導の側面が強く、対象とする地域規模が小さい活動をまちづくりということが多い。

## 都市計画の歴史
古来から日本では、条坊制や都城制の都市の歴史があり、行政計画都市『国府』を始め、『平城京』、『平安京』、『長岡京』、『藤原京』、『恭仁京』などの計画都市があった。（詳しくは計画都市の項を参照）。一方、前近代におけるヨーロッパの都市は城壁都市であった。以下に日本及び世界の都市計画を述べる。

### 平城京の都市計画

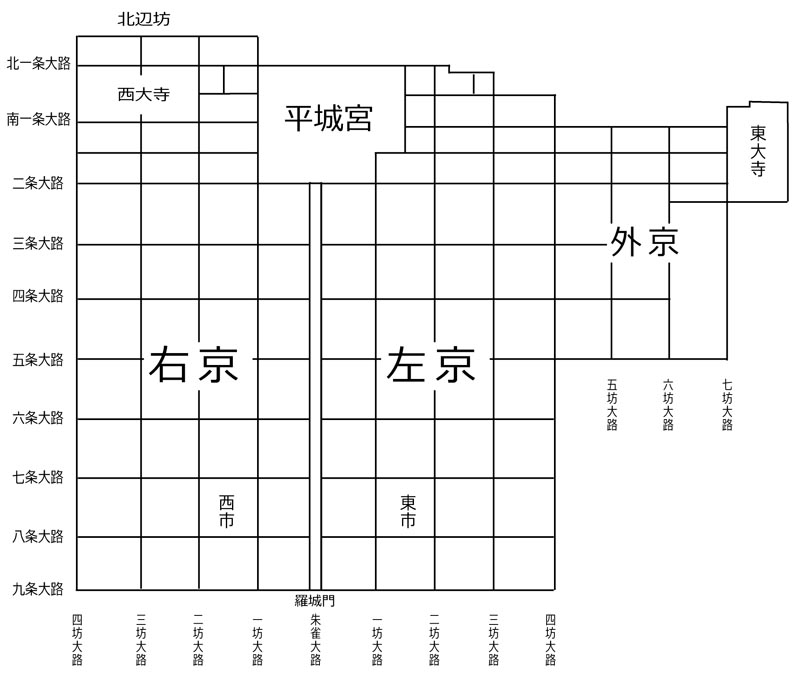
平城京 条坊図

平城京は南北に長い長方形で、中央の朱雀大路を軸として右京と左京に分かれ、更に左京の傾斜地に外京（げきょう）が設けられている。東西軸には一条から九条大路、南北軸には朱雀大路と左京一坊から四坊、右京一坊から四坊の大通りが設置された条坊制の都市計画である。各大通りの間隔は約532メートル、大通りで囲まれた部分（坊）は、堀と築地（ついじ）によって区画され、更にその中を、東西・南北に3つの道で区切って町とした。京域は東西約4.3キロメートル（外京を含めて6.3キロメートル）、南北約4.7キロメートル（北辺坊を除く）に及ぶ。
平城京の市街区域は、大和盆地中央部を南北に縦断する大和の古道下ツ道・中ツ道を基準としている。下ツ道が朱雀大路に当たり、中ツ道が左京の東を限る東四坊大路（ただし少しずれる）に当たる。二条大路から五条大路にかけては、三坊分の条坊区画が東四坊大路より東に張り出しており、これを外京と呼ぶ。又、右京の北辺は二町分が北に張り出しており、これを北辺坊と称した。

### 平安京の都市計画

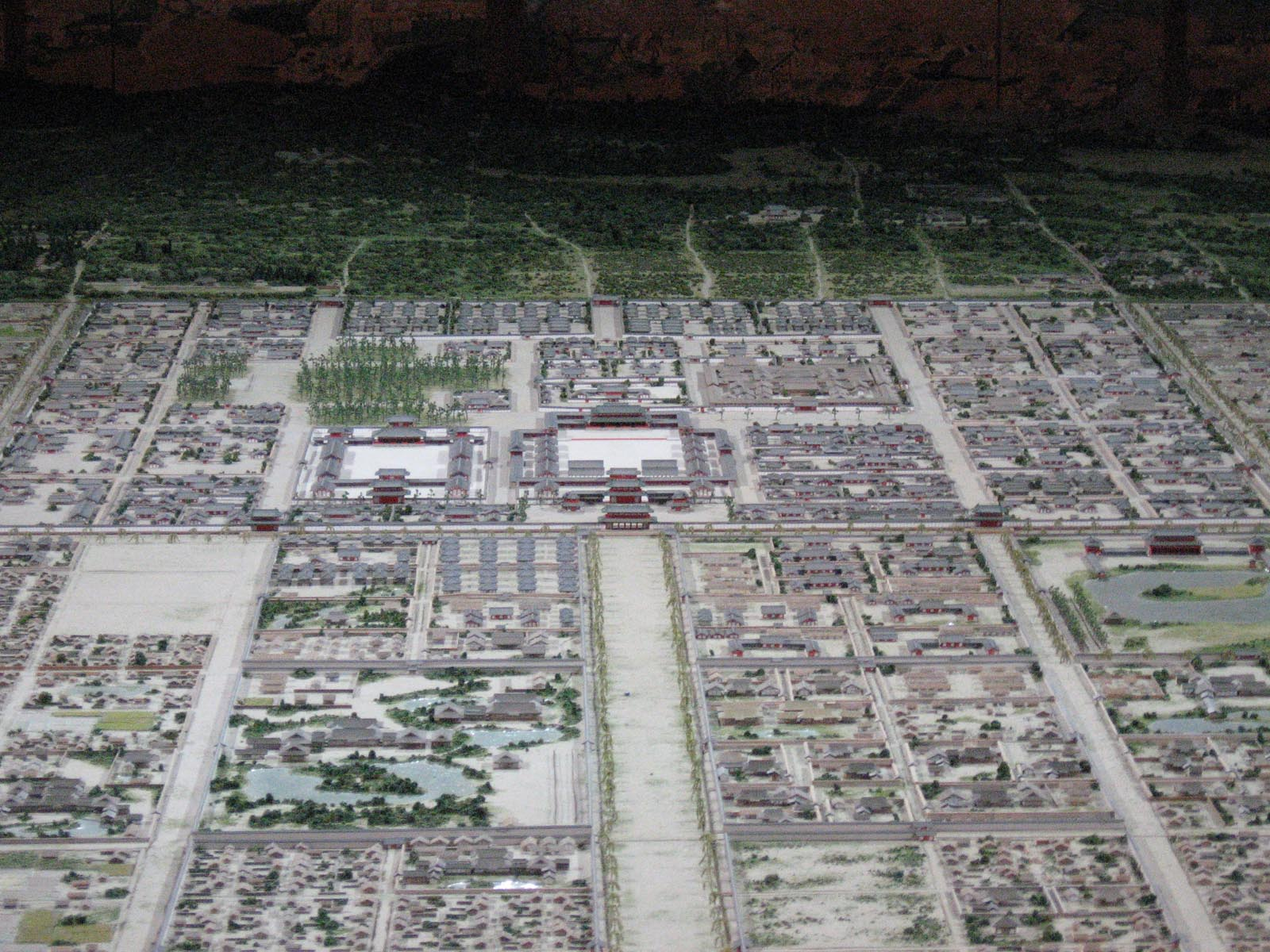
平安京復元模型写真

平安京の範囲は現在の京都市街より小さく北限の一条大路は現在の今出川通と丸太町通の中間にある一条通、南限の九条大路は現在のJR京都駅のやや南の九条通、東限の東京極大路は現在の寺町通にあたる。西限の西京極大路の推定地はJR嵯峨野線花園駅や阪急京都線西京極駅を南北に結んだラインである。
京内は東西南北に走る大路・小路によって40丈（約120m）四方の「町」に分けられていた。東西方向に並ぶ町を4列集めたもの（北辺の2列は除く）を「条」、南北方向の列を4つ集めたものを「坊」と呼び、同じ条・坊に属する16の町にはそれぞれ番号が付けられていた。これによりそれぞれの町は「右京五条三坊十四町」のように呼ばれた。
道路の幅は小路でも4丈（約12m）、大路では8丈（約24m）以上あった。現存する京都市内の道路は、ほとんどの場所でこれよりずっと狭くなっている。朱雀大路に至っては28丈（約84m）もの幅があった。また、堀川小路と西堀川小路には並行して川（堀川、西堀川）が流れていた。

### ルネサンスの理想都市

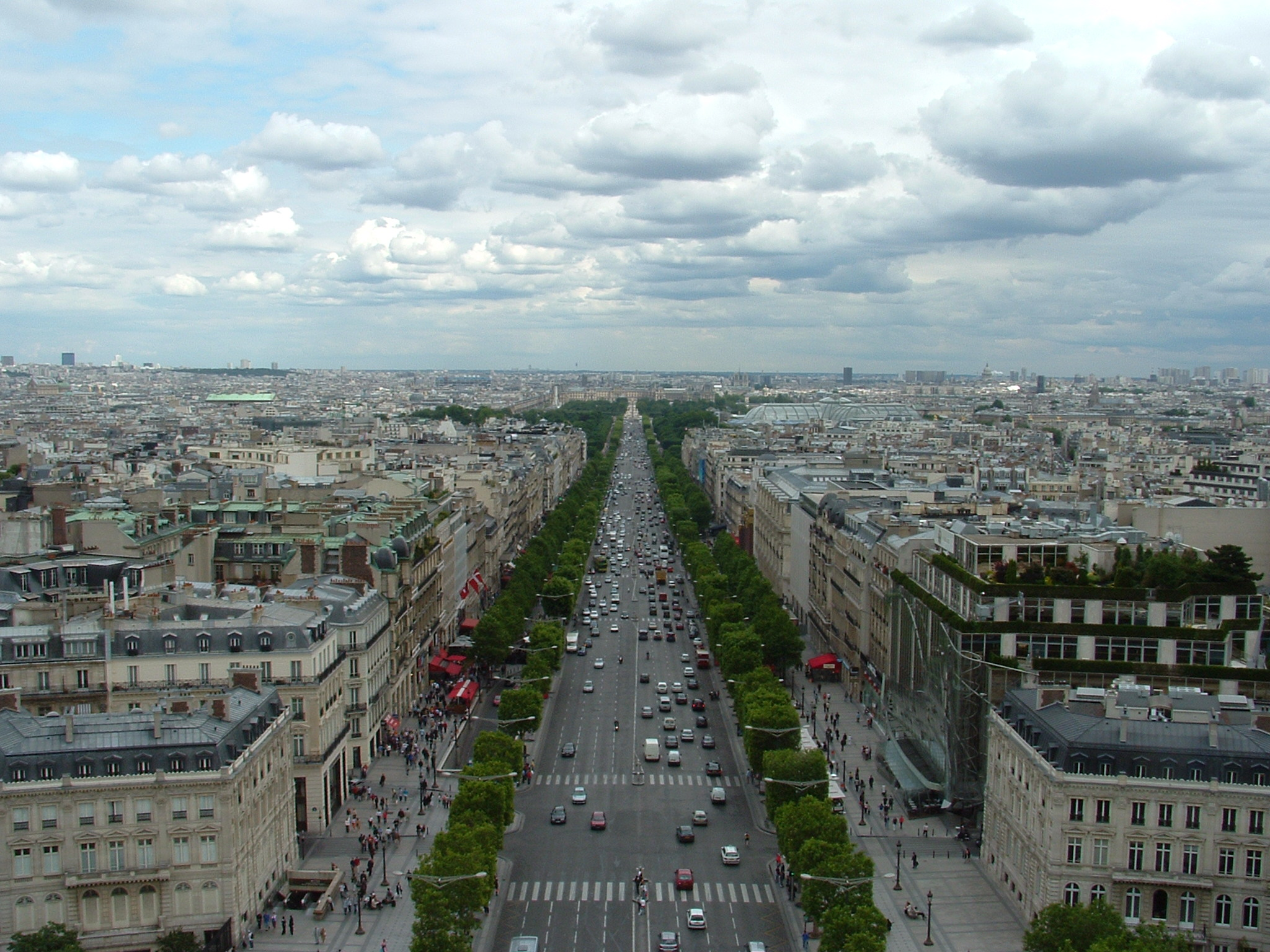
オスマンによって計画されたパリのシャンゼリゼ通り

ルネサンス期のイタリアでは、城壁を円形・正方形・星形など明快な幾何学的形態とし、放射状あるいはグリッド状に街路を築き、広場や記念的な建造物を配する都市が理想と考えられるようになった。これにはウィトルウィウスの建築書に見られる正八角形の都市案が影響を与えている。城塞都市パルマノーヴァは、軍事上の機能とともに幾何学的な美しさを目指して実際に建設された例である。また、古代ローマの広場（フォルム）に倣い、広場を回廊で囲む手法がしばしば用いられた（ヴェネツィアのサンマルコ広場など）。

### バロック都市計画
バロック期には、パースペクティブやヴィスタ（眺望）を強調し、広場や記念的な建造物の間を広い直線道路で結ぶ壮大な都市計画が構想された。ロンドン大火の後にクリストファー・レンが構想した都市計画案はその一つである。ローマでは、聖なる都への入口として整備されたポポロ広場（17世紀）、各所の噴水（トレヴィの泉など）、スペイン階段（18世紀）などが都市を飾り、バロック的な効果をあげている。ドイツでは、放射状道路網を有すカールスルーエと、格子状道路網を有すマンハイムが、共に宮殿を中心としたまちづくりで有名である。バロック都市は中世・ルネサンスの閉じた都市とは対照的である。
オスマンのパリ改造
第二帝政期のフランスで、セーヌ県知事オスマンが、密集したパリ市街の改造を行った（1853年 - 1870年）。幅の広い道路を造り、道路沿いの建物を統一的なデザインに誘導し、ルーヴル宮殿新館、オペラ座など記念的な建造物を建設した。
オスマンのパリ改造はバロック都市計画の流れを汲むもので、各国にも大きな影響を与えた（ベルリン改造計画（1862年）、日本の官庁集中計画など）。実際の改造過程ではロスチャイルドなどが水道や住宅意匠を手がけていた。
ウィーンの都市改造
19世紀半ばのウィーンでは、皇帝フランツ・ヨーゼフ1世の構想による大規模な都市改造が行われた。市を囲む城壁を撤去した跡が環状道路（リングシュトラーセ）となり、沿道には帝国議会、市庁舎、劇場、美術館、博物館などの壮麗な建物が並んだ。1873年には万国博覧会が開催された。
植民地の都市
カサブランカ（モロッコ）の新市街地はヨーロッパが植民地に築いたバロック都市の一つである。

### 近代都市計画の発展
産業革命以降、農村から都市部への人口流動が加速し、都市の環境が悪化した。高い人口密度、住居と工場の混在、スラムの拡大など、様々な問題が発生した。近代都市の形成、すなわち近代的な都市計画制度はこうした事態を背景に生まれてきた。産業革命が最も早く起こったイギリスでは、1845年にエンゲルスの『イギリスにおける労働者階級の状態』に悲惨な生活ぶりが報告されている。1848年に公衆衛生法が制定され、この法律の発展に従い、建築や都市施設に対する基準が定められるようになった。
良好な居住環境を実現するため、エベネザー・ハワードは田園都市構想を提唱した。また、近代建築運動の中では都市への関心も高く、ル・コルビュジエによる高層建築主体の「輝く都市」の提案などがあった。一方、自動車交通の増大が大きな課題になり、クラレンス・ペリーは、小学校を中心としたコミュニティを設計し、自動車交通から保護された日常生活環境を実現する近隣住区理論を提案した。20世紀中頃には、これらの機能主義的・合理主義的な都市や理想コミュニティのイメージをベースに、政府主導でニュータウンや郊外住宅団地として実現する事業が各国の都市計画を主導していった。20世紀になると各国で政府によるニュータウン建設が行われるようになった背景には、19世紀半ばから良質な住宅の供給は急務となっており、住宅関連の法律整備が進んでいった。現在の都市計画制度はこの時期にできた住宅供給関連の法律や概念に由来するともいえる。

## 都市計画理論
これまで、望ましい都市の形態についての諸説や、望ましい都市形態の実現のための諸技術は様々に提唱されて来たが、普遍的・決定的な定説という意味での「都市計画理論」は未だ存在していない。歴史的に見ると、19世紀後半から20世紀前半にはユートピア的な都市論（田園都市、輝く都市、近隣住区など）が提案され、ニュータウン事業などに採り入れられた。
しかし、理想的な都市を論ずる「都市論」に基づいた都市計画は1960年代に入り疑問視され、計画手法を論ずる都市計画理論が議論されるようになる。
1960年代には、クリストファー・アレグザンダーが、数学の集合論などをもちいて、それまでの機能主義的な、あるいは近隣住区論的な都市計画理論を痛烈に批判している。アレグザンダーは都市空間の認識と集団的設計の道具としてパタン・ランゲージという手法を提案し実践した。また、機能主義的な都市計画や都市再開発事業はジェイン・ジェイコブズによっても批判された。1970年代以降、欧米では、都市計画の課題が、郊外新市街地の開発による住宅供給から、インナーシティ（都市の内部市街地）の老朽化・空洞化・スラム化、歴史的伝統的都市空間の保全再生に移ったこともあり、今日では機能主義的な都市空間の開発や全面再開発を否定し、伝統的な都市空間・都市社会の保全・改善・再生を重視する都市計画論が主流となっている。ケヴィン・リンチは、住民による集合的意識地図から人々がどのように都市を把握しているか理解するべきであると提唱した。リンチの教え子は、アドボカシープランニングの考えを取り入れながら、その後住民とともに都市を考えるデザインゲームなどの手法を開発し、今日まで実践を続けている。
近年の都市計画理論は、再び理想的な都市形態を論ずることが多くなってきた。これは、持続可能な開発を目指す開発論や中心市街地活性化などに端を発している。これを実現するための主導的都市イメージとして、イギリスやアメリカのアーバンビレッジ、ヨーロッパのコンパクトシティ、アメリカのニューアーバニズムなどの動きが起こっている。三者は相違点もあるが、自動車依存型の低密度郊外住宅地開発に対するアンチテーゼとして、公共交通や自転車により自動車に頼らず生活できる比較的高密度な都市形態を提案している点などで共通している。

## 都市計画上の課題

### 都市交通

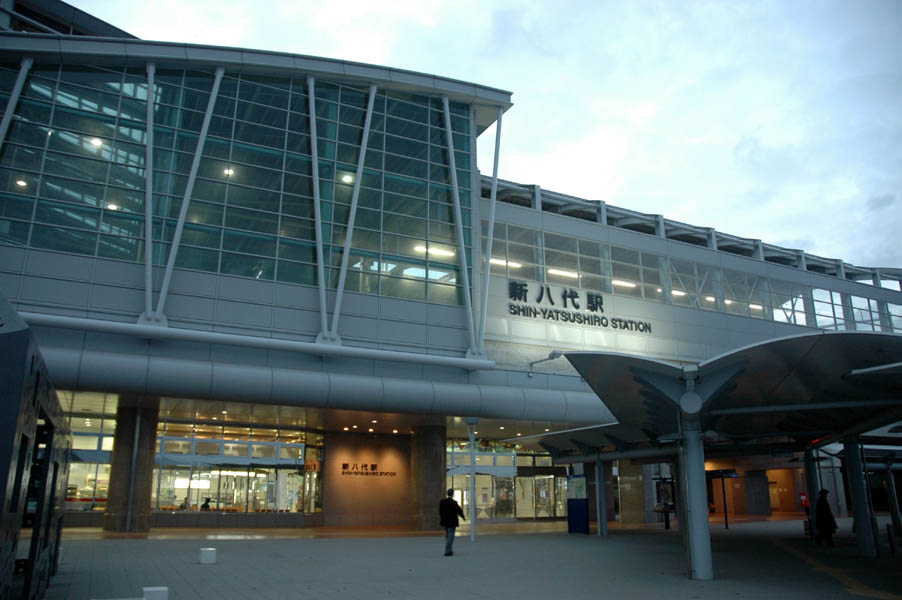
JR九州 新八代駅

人の集まるところには交通が発生する。開発によって人口密度が上がると交通量が増え、既存の交通施設等ではまかないきれなくなることがある。このため、交通計画と連動しつつ、土地利用を適正に計画する必要が発生する。例えば、商業地区と高層住居地区は鉄道の駅から近いところにのみ設定し、大きな道路や公園などの施設を駅から遠くに配置する。
密度の求め方として、総床面積を地域面積で割って求める方法がある。この値が 1.5以下の場合は低密度とされ、5以上は高密度とされている。5以上の場合は鉄道が適している。居住地域の交通渋滞は、鉄道などに適さない密度が5以下で、2以上の時に多く発生している。これらの地域では、バスや、最近ではLRTが有効な解決策となるが、車と道路が既に十分に行き渡っている場合は必ずしも有効ではない。道路の拡幅は、Lewis-Mogridge Positionによると、潜在的な利用者を誘発するため、渋滞の解消には有効ではないとしている。

### 都市景観
都市景観は、都市の視覚的な質を問うものである。都市の要素とは、建築の形や色、標識などの比較的小さいものから、広場の造形や街並みなど広がりのあるものまで含まれる。
成功した都市景観の例として、シエナやボローニャなどのイタリアの諸都市をあげることがある。カミロ・ジッテの分析によると、ピアッツァと呼ばれる広場やアーケードの使われ方が、都市の一体感や躍動感を生み出している。

### 防犯と防災
都市は人が密集し、大きなビジネスを生み出す一方、犯罪もまた都市で発生することが多い。しかしながら、犯罪が起きるのは都市の中でも人の目が行き届かない場所で発生することが分かっている。ジェイン・ジェイコブズはストリートウォッチャーと呼ばれる人が存在する通りは比較的安全であることを発見している。これに関連する割れ窓理論は、事業改善地区（Business Improvement District）として米国では多くの実践例がある。
都市はまた、火事、洪水、台風などの災害の被害を受けることがあり、海岸や河川地域では防水も建築形体や都市構造を決定する際の検討事項になっている。これまで、災害は都市が高度になるほど被害が大きくなる性質を持っており、質的転換が求められている。たとえば、下水道や電力が当然となっている地域では、そうでない都市に比べ、下水の氾濫や電力の遮断は、都市住民にとって影響が大きく、被害額も大きくなりがちである。伝統的に木造建築が密集して建設されることが多かった日本で防火・防災まちづくりの必要性が高いように、地域的な事情も勘案される。

### 大気汚染、ゴミ、廃棄物処理
近代以降の工業化により、多くの工業製品が都市で消費され、また廃棄されている。

### 人口減少
人口が減少する都市はコンパクト化が求められる。郊外に人が散らばると、行政サービスが難しくなるためである。日本は富山市を筆頭にコンパクトシティを目指す都市が存在する。しかし、実現から遠のく都市も存在する。熊本市では、市街化調整区域の住宅開発件数が100件を超えた。都市機能を集約する予定の場所の周りに住宅開発が進み、ドーナツ化現象が起こった。自治体が積極的に中心部への転居を後押しする必要がある。秋田市では、大型複合商業施設と新スタジアムの建設プランで住民から批判が出た。郊外に人流をつくろうとしたことから矛盾が起きたためである。都市計画の方向性を曲げず、長期的に住民から信頼を得る必要がある。自治体と住民が一体となって人口減少社会に沿った都市計画を行うことが求められる。

## 各国の都市計画制度

### 日本の都市計画

#### 都市計画の学問
日本では法的な都市計画の主な目的が基幹的都市施設整備と建築規制にあり、しかも歴史的経緯から建築学科が工学部に設置されているため、都市計画は工学部の都市工学科や建築学科、社会工学科、また土木工学科（あるいは社会環境工学科、社会交通工学科）、その合併学科である建設学科、さらに造園学科、環境デザイン工学科、環境デザイン学科における教育研究領域となっているが、90年代にはいってからは日本でも、都市計画を扱う社会科学系の学科等も出現して、欧米のように政策科学として社会科学の分野や地理学の分野、あるいはアーバン・デザインやランドスケープ・デザインとして（建築デザインと同様）デザイン分野の教育研究領域にも広がっている。さらに、経済学の文脈からも都市経済学、空間経済学が多くの理論モデル、実証研究を発表している。

#### 都市計画の種類
日本の都市計画法では、次のような項目について「都市計画決定」した公式決定事項を「都市計画」と呼び、都市計画に従って都市施設の整備事業や市街地整備事業を行うことを「都市計画事業」と呼んでいる。都市計画区域においては、開発許可制度により開発行為が制限される。
1. 都市計画に関する基本的な方針（都市計画区域の整備、開発及び保全の方針、都市計画マスタープラン）
2. 区域区分（市街化区域及び市街化調整区域）
3. 地域地区（用途地域、特別用途地域、高層住居誘導地区、高度地区、高度利用地区、特定街区、防火地域・準防火地域、景観地区（美観地区は廃止）、風致地区、駐車場整備地区、臨港地区、緑地保全地区、流通業務地区、伝統的建造物群保存地区、生産緑地地区など）
4. 促進区域（市街地再開発促進区域など）
5. 地区計画等（集落地区計画、沿道整備計画、防災街区整備地区計画等）
6. 都市施設（道路、公園緑地、下水道、ごみ焼却場、河川、一団地の住宅施設など）
7. 市街地開発事業（土地区画整理事業、市街地再開発事業などがある）

都市計画は、総括図、計画図及び計画書によって規定され、これをわかりやすく示したものが都市計画図である。

#### 近代都市計画の成立
日本では都市の近代化のため、明治政府により外国人建築家が招聘され、外国人居留地改造、銀座煉瓦街、鹿鳴館などが建設された。1886年（明治19年）には、東京の中心部をベルリンやパリのように壮麗な都市にしようとする計画案がヘルマン・エンデとウィルヘルム・ベックマンによって作られている。
都市計画の制度としては1888年（明治21年）公布された東京市区改正条例をもって日本の近代都市計画の誕生とすることが一般的である。鉄道馬車が実現したことなどから、道路や鉄道を計画的に築造する必要性を痛感した東京府知事の芳川顕正が1884年に原案をまとめ、内務省に提出した。芳川案を内務大臣山縣有朋らが検討し、修正を加えた後、1888年、東京市区改正条例が公布され、政府の機関として東京市区改正委員会（芳川顕正委員長）が置かれた。東京市区改正事業により、大正時代までに路面電車を敷設するための道路拡幅、上水道整備などが実施された。なお、市区改正条例はその後東京のほか横浜市、名古屋市、京都市、大阪市、神戸市（六大都市）にも準用された。
日本の社会構造の変化や都市への人口集中を背景に、都市や建築の統制が必要という機運が高まり、1919年（大正8年）、市街地建築物法（建築基準法の前身）と合わせて都市計画法（旧法）が制定され、翌年施行。住居地域、商業地域、工業地域というゾーニング制度、都市計画制限（道路など都市計画施設予定地内での建築を規制）、区画整理制度などが創設された。当初は6大都市が対象で、次第に他の都市へも適用されていった。
関東大震災後、及び第二次世界大戦後の復興に際しては、それぞれ区画整理を中心とする特別都市計画法が制定された。東京では、関東大震災後に後藤新平による帝都復興計画が打ち出されたが、莫大な予算が必要なことから反対意見が多く、計画のごく一部が実施されるにとどまった。また、終戦後の1945年（昭和20年）には、東京戦災復興都市計画なる都市計画が打ち出されていたが、財政難と急速な人口膨張により事業計画見直しは余儀なくされ、当初の壮大な都市計画は大幅に縮小される結果となった。
1960年代（昭和30年代後半から40年代にかけて）の高度経済成長の過程で、都市への急速な人口や諸機能の集中が進み、市街地の無秩序な外延化が全国共通の課題として深刻化した。現在の都市計画制度はこのような緊急に対応が求められていた社会経済情勢を背景として成立した。都市計画法（新法）は1968年（昭和43年）に制定され、翌年施行された。この法律で8区分の用途地域制、市街化区域・市街化調整区域の区分、開発許可制度などが導入された。

#### 住宅供給
日本では戦前から戦後にかけて、住宅の供給を急務として公共団体による大量の集合住宅や団地などを生み出してきた。また民間事業者、特に鉄道会社などが沿線開発を利用した戸建住宅地を数多く生み出してきた。
現在は住宅はおおむね行き渡ったとされ、質の向上が求められている。
なお、大量供給期の住宅の中には5階建てでもエレベータの設備がなく、階段型のため増設も困難な形態のものが多く、建て替えが課題になっている。

#### 景観問題
日本の都市の景観問題が、電線類、屋外広告物、建築物の高さなどに限定され、他国と比べ、広い意味での景観が議論にならない傾向がある。また戦後の日本では景観破壊が大きな社会問題となっている（詳しくは都市美運動を参照）。
2004年（平成16年）には景観法が制定され、地方自治体の権限で建築物の形態等を規定することも可能となりつつある。

#### 都市計画法
1968年（昭和43年）の制定以来、都市計画法は2度大きな改正が行われている。1998年（平成10年）の地方分権一括法による改正では、都市計画を自治事務として地方公共団体が自らの責任と判断によって行われるものとなった。この後、2000年（平成12年）に当時の建設省が都市計画中央審議会の抜本的見直しを求める答申に沿う形で、都市計画法と建築基準法の改正を行った。これにより、都市計画区域マスタープランの創設、線引きの選択制、準都市計画区域の創設などがなされた。線引きの選択制とは、市街化区域と市街化調整区域の線引きがそれまで義務であったものを廃止するものである。また、2002年（平成14年）6月都市再生特別措置法の制定と併せ、2003年（平成15年）1月の改正都市計画法に、土地所有者、まちづくりNPO等あるいは民間事業者等が一定の条件を満たすことで都市計画の提案をすることができる都市計画提案制度が導入された。この制度では、生活道路、公園の配置、建物の用途や高さ、雑木林の保全などについての素案を都道府県か市町村に提案できる。

##### 都市三法
- 都市計画法
- 都市再開発法
- 建築基準法

##### 一般的な法律
- 国土利用計画法
- 都市再生特別措置法
- 景観法
- 消防法
- 土地基本法
- 土地区画整理法
- 都市公園法
- 都市緑地法（平成16年12月都市緑地保全法一部改正の施行）
- 自然環境保全法
- 環境基本法
- 環境影響評価法
- 新都市基盤整備法
- 大都市地域における住宅及び住宅地の供給の促進に関する特別措置法
- 大都市地域における宅地開発及び鉄道整備の一体的推進に関する特別措置法
- 港湾法
- 幹線道路の沿道の整備に関する法律
- 流通業務市街地の整備に関する法律
- 屋外広告物法
- 集落地域整備法

##### 都市施設等に関する法律
- 高速自動車国道法
- 特定空港周辺航空機騒音対策特別措置法
- 幹線道路の沿道の整備に関する法律
- 官公庁施設の建設等に関する法律

##### 特定の地域に関係する法律
- 首都圏の近郊整備地帯及び都市開発区域の整備に関する法律
- 首都圏近郊緑地保全法
- 首都圏整備法
- 地方拠点都市地域の整備及び産業業務施設の再配置の促進に関する法律
- 中部圏開発整備法
- 近畿圏の近郊整備区域及び都市開発区域の整備及び開発に関する法律
- 近畿圏整備法
- 古都における歴史的風土の保存に関する特別措置法
- 明日香村における歴史的風土の保存及び生活環境の整備等に関する特別措置法

#### 都市計画の資格
都市計画家などが都市計画の業務に携わるには、業務によっては特に資格は要求されはしないが、以下の関連資格がある。
- 技術士・技術士補（建設部門 都市及び地方計画）
- 建築士 （一級建築士、二級建築士、木造建築士）
- RCCM（シビルコンサルティングマネージャー　都市及び地方計画）
- RLA（登録ランドスケープアーキテクト）
- 再開発プランナー
- 土木学会認定技術者資格（流域・都市）
- 土地区画整理士

このうち、建設コンサルタントとして国土交通省に都市及び地方計画部門登録をして、都市計画業務の入札に参加する場合の専任技術管理者は技術士建設部門都市及び地方計画もしくは都市及び地方計画に関する業務を5年間経験のある一級建築士であり、これらの資格保持者やRCCM都市及び地方計画部門の登録者は受託した都市及び地方計画に関する業務・建設コンサルタント委託業務等の管理技術者と照査技術者となることができる。都市計画における開発許可制度にもとづく開発許可申請する場合の設計者の資格は都市計画法第31条及び都市計画法施行規則第19条第1号ホでは技術士で、国土交通大臣が定める部門（S45.1.12建設省告示第39号）のうち建設部門、上下水道部門、衛生工学部門第二次試験合格者で宅地開発に関する技術に関して二年以上の実務経験者、宅地造成工事の技術的規準（擁壁、排水施設)の設計者は宅地造成等規制法第9条第2項、宅地造成等規制法施行令第18条第5号・第18条第1号から第4号までに掲げる者と同等以上の知識及び経験を有する者-S37.3.29建設省告示第1005号により建設部門の技術士となっている。

#### 都市計画制度の妥当性
都市計画は行政計画であり、発案や決定までの過程が広範に行政の裁量に委ねられている。一方、都市計画は、建築基準法等を通して拘束的性質を持っている。このような性質は、都市計画に、行政による私権の制限はどこまで認められるかという難しい問題を内在させている。すでに高度利用されている地区で規制を強化する場合、既存の建物の所有者等に対する補償がなされないため、大きな損害を被ることがある。逆に、特定の事業者や地権者の利益のために規制の緩和が行なわれれば、地域の環境を悪化させるという問題が生じることがある。したがって、都市計画の策定にあたっては、法令に定められた公聴会や計画案の縦覧といった規定にとどまらず、民意を反映する工夫が求められる。都市計画提案制度は、その一歩とも評価できるだろう。

### イギリスの都市計画
19世紀、イギリスでは、『劣悪な居住環境からくる国民の健康問題』に端を発し、1909年には初めて都市計画を扱う法律が制定された。Housing, Town Planning etc. Act 1909 により、一定の地域について、画一的な建築条令による市街地開発の基準を白紙化し、より柔軟な計画と管理規約による規制に置き換える権限が地方自治体に与えられた（ただし国会の承認を要する）。Town and Country Planning Act 1932では、都市自治体（Town）だけでなく農村自治体（Country）においてもこうした計画制度（Planning）を採用することが義務づけられた。戦後のTown and Country Planning Act 1947 では、開発権が国有化され、全ての開発が地方自治体による裁量的許可制（Planning Pernission）の下に置かれるとともに、全国土について、裁量的開発許可の参照基準となるディベロップメント・プラン（Development Plan）が策定されることになった。
日本の都市計画制度と比較すると、イギリスでは開発許可を必要とする開発行為の適用範囲が広い。1990 Town and Country Planning Act によれば「開発」とは、建設行為および土地利用目的の本質的な変更と定義される。後者には、土地利用用途（Use Class）の変更や、土地利用状況の著しい変化が含まれる。この点、建築物や特定の工作物の建設を目的とする土地の区画形質の変更を開発行為と定義し、たとえば農地を駐車場に変更しても開発行為にあたらない日本の制度とは大きく異なる。
また、イギリスの制度では開発によって生じるであろう公共施設需要増加に対して施設整備を行うことなどを条件に開発許可を与えることがある（Planning Obligation）。例えば、ある開発が交通や上下水道の需要増加を生じると予想される場合、その増加分程度の工事または出費を開発者に求めることができる。日本でも宅地開発指導要綱などにより「任意の寄付」として開発負担金を納付するよう行政指導する仕組みが広く自治体に採用されていた時期があったが、急速な都市化の終息と、法的根拠の曖昧な行政指導に対する社会的な批判から、近年はこれを廃止する自治体が多い。

### ドイツの都市計画
日本の都市計画制度には、ドイツに起源がある部分も少なくない。とくに、ゾーニング制度（地域地区制）はドイツで発展したものであるし、日本で「都市計画の母」と言われている土地区画整理事業や、戦前の市街地建築物法にあった建築線の制度は、ドイツから導入されたものである。
ドイツで「都市計画」は、建設法典（Baugesetzbuch）が根拠法となる。この法律は、連邦建設法と都市建設促進法を統合する形で、1986年に成立した。同法は、市町村がその土地の建築的およびその他の利用を、どのように準備し、誘導するかを定めている。ただ市町村の計画は、国全体の国土計画及び州レベルの計画が定める目標に適合しなければならない。市町村の計画は、具体的には、自治体（Gemeinde）が、その全域に関して土地利用の骨格を定めるFプラン（Flächennutzungsplan、土地利用計画）と、地区に関して建築の規制や公共施設の配置を定めるBプラン（Bebauungsplan）の2段階になっている。この両者をまとめて建設誘導プラン（Bauleitpläne）と呼ばれ、Fプランは準備的な建設誘導プラン、Bプランは拘束的な建設誘導プランである。いずれも自治体が策定し、自治体議会で決定されることが建設法典（Baugesetzbuch）に定められている。
2段階あるプランのうち、Fプランには行政内部での拘束力しかないが、Bプランには一般的な拘束力があるので、建築する場合には原則としてBプランにしたがう必要がある。その一方で、Bプランがない市街地もかなり残っており、そこでは周囲に適合するかどうかで建築の可否が判断される。
ドイツの都市計画は、「計画なくして開発なし」という言葉で紹介されることも多いが、これは誇張である。また、Bプランについても、屋根の色や窓の大きさまで制限されると、厳格さが強調されて紹介されることもあるが、建築形態に関する細かい事項はBプランでなく地区建築条例で定められるのが一般で、窓の大きさまで制限する例はほとんどない（この条例は、Bプランと同時に議決されるのが通例なので、ドイツ人もBプランと混同している場合がある）。なお、このように、「ドイツの都市計画制度はすばらしい」として内容を誇張し、手放しで礼賛する傾向が、「ドイツ神話」と言われることもある。

### （旧）社会主義諸国の都市計画
1917年のロシア革命以降、ソ連を始めとして社会主義国国家が次々と誕生した。ほとんどの国ではソ連の指導で都市計画が行なわれ、特に中東欧でその影響が多く残る。これらの国々では、都市中心部は保存され、郊外にアパート地区や工業地区が設けられている。
1990年頃からこれらの国々が徐々に民主化を進めている。しかし、それまで国家が所有していた土地や建物の所有権など、多くの課題を抱えている。

## 都市計画研究室
- 国土交通省国土技術政策総合研究所 都市研究部　都市計画研究室
- 北海道大学大学院 工学院 空間性能システム専攻／工学部 環境社会工学科 建築都市コース 都市計画研究室
- 弘前大学教育学部家政学科住居学研究室
- 岩手大学理工学部システム創生工学科社会基盤環境コース 都市計画学南・谷本研究室
- 山形大学 工学部　建築・デザイン学科佐藤研究室
- 東北大学大学院工学研究科・工学部 工学部 建築・社会環境工学科 都市・建築計画学講座｜計画制度学分野｜都市マネジメント学分野｜都市再生計画技術分野
- 福島大学大学院共生システム理工学研究科 環境システムマネジメント専攻 都市計画研究室
- 日本大学工学部建築学科大学院工学研究科建築学専攻（郡山キャンパス） 都市計画研究室
- 宇都宮大学地域デザイン科学部 建築都市デザイン学科／大学院 地域創生科学研究科 地球環境デザイン学専攻建築環境デザイン学コース 建築計画研究室
- 宇都宮大学地域デザイン科学部 社会基盤デザイン学科／大学院 地域創生科学研究科 社会デザイン科学専攻 土木工学プログラム 建築計画研究室
- 筑波大学理工学群社会工学類都市計画主専攻・大学院システム情報工学研究科 近未来計画学研究室／都市ストック評価研究室／土地利用研究室　他
- 筑波大学大学院システム情報工学研究科 社会工学専攻 都市計画分野 国際総合学類国際開発学主専攻 都市文化共生計画研究室
- 東洋大学国際地域学部（板倉）国際地域学科 都市計画研究室
- 東洋大学工学部（川越） 工学部 建築学科都市計画・まちづくり研究室
- 芝浦工業大学システム理工学部環境システム学科／大学院理工学研究科建設工学専攻/地域環境システム専攻（大宮キャンパス） 都市計画研究室
- 千葉大学工学部 総合工学科 都市環境システムコース／大学院工学研究科建築・都市科学専攻 都市環境システムコース 都市空間計画教育研究領域 都市計画研究分野 都市計画研究室
- 千葉大学工学部 総合工学科 建築学コース／大学院工学研究科建築・都市科学専攻 村木研究室
- 東京理科大学理工学部建築学科（野田キャンパス）都市計画研究室
- 明治大学理工学部建築学科（生田キャンパス）都市計画研究室
- 東京大学大学院工学系研究科都市工学専攻・工学部都市工学科 都市計画研究室 他
- 東京工業大学 環境・社会理工学院 建築学系 都市・環境学コース／大学院社会理工学研究科 社会工学専攻（大岡山）真野研究室／大学院社会理工学研究科 建築学専攻（大岡山）斎尾研究室／中井研究室（国土・都市計画講座）／大佛研究室
- 首都大学東京都市環境学部 建築学科・大学院都市環境科学研究科建築学域 吉川研究室／都市システム科学域 饗庭伸研究室
- 日本大学理工学部建築学科／大学院理工学研究科建築学専攻・不動産科学専攻（駿河台キャンパス）都市計画研究室
- 日本大学理工学部土木工学科／大学院理工学研究科土木工学専攻（駿河台キャンパス）都市計画研究室
- 早稲田大学創造理工学部建築学科／大学院創造理工学研究科建築学専攻 都市計画系（後藤研究室/有賀内田研究室/矢口研究室）
- 早稲田大学創造理工学部社会環境工学科・大学院創造理工学研究科建設工学専攻 都市計画研究室
- 明星大学理工学部 総合理工学科 環境科学系 都市環境計画研究室
- 関東学院大学建築・環境学部 建築・環境学科 酒谷研究室／理工学部土木学系土木・都市防災コース 都市計画研究室
- 東海大学工学部建築学科・大学院工学研究科建築土木工学専攻 都市計画研究室
- 横浜国立大学都市科学部 建築学科 都市計画研究室
- 神奈川大学工学部 建築学科建築デザインコース 都市計画研究室
- 慶応義塾大学総合政策学部（湘南藤沢（SFC））中島研究室
- 新潟大学工学部 工学科 建築分野 建築学プログラム 都市計画研究室
- 長岡技術科学大学工学部環境社会基盤工学課程／大学院工学研究科環境社会基盤工学専攻 社会基盤デザイン講座 都市・社会基盤計画研究室
- 新潟工科大学工学部 工学科 建築・都市環境学系 都市計画研究室
- 金沢大学理工学域 環境デザイン学類 都市デザインコース 都市計画・建築計画研究室／環境デザイン学専攻・自然科学研究科環境科学専攻　都市計画研究室
- 名城大学都市情報学部 都市情報学科 大学院都市情報学研究科都市情報学専攻 福島研究室／海道研究室
- 名古屋大学工学部 環境土木・建築学科 建築学コース／大学院環境学研究科都市環境学専攻建築系 環境・安全マネジメント分野　都市計画・地域計画学グループ／建築・環境デザイン分野 小松研
- 豊橋技術科学大学 工学部　建築・都市システム学課程 都市地域計画研究室
- 三重大学工学部建築学科・大学院工学研究科建築学専攻 都市計画研究室／浅野研究室
- 中部大学 工学部 都市建設工学科 都市デザイン研究室
- 京都大学大学院工学研究科 都市社会工学専攻・工学部地球工学科土木コース 都市地域計画研究室
- 京都府立大学 人間環境学部環境デザイン学科住環境専攻・大学院生命環境科学研究科 環境科学専攻生活環境科学 都市計画研究室
- 立命館大学理工学部 都市システム工学科（くさつキャンパス）都市計画研究室
- 立命館大学政策科学部・大学院政策科学研究科 住環境政策研究室（衣笠キャンパス）
- 大阪市立大学大学院工学研究科 都市系専攻都市計画分野・工学部 都市学科環境都市計画分野・工学部 建築学科コミュニティ・デザイン分野　都市計画研究室
- 大阪市立大学生活科学部居住環境学科・大学院生活科学研究科 生活科学専攻居住環境学講座 都市計画史研究室
- 大阪工業大学工学部 都市デザイン工学科 都市・地域計画研究室
- 近畿大学建築学部建築学科・大学院 総合理工学研究科建築学専攻（本部キャンパス）都市計画研究室
- 関西学院大学　総合政策学部 都市政策学科・大学院総合政策研究科 清水研究室／北原研究室／角野研究室
- 広島大学 工学部 第四類 建築プログラム都市・建築計画学研究室
- 鳥取大学工学部 社会システム土木系学科／工学専攻 社会システム土木コース・大学院工学研究科 社会基盤工学専攻　都市計画研究室
- 愛媛大学工学部 環境建設工学科・大学院理工学研究科生産環境工学専攻環境建設工学コース 交通・都市環境計画研究室/都市・地域デザイン研究室
- 徳島大学理工学部 理工学科 社会基盤デザインコース 建築計画研究室
- 九州大学工学部建築学科・大学院人間環境学府都市共生デザイン専攻／空間システム専攻　都市計画学研究室（Urban Planning）
- 崇城大学工学部 建築学科 古賀都市計画研究室
- 熊本県立大学 環境共生学部 居住環境学科 都市計画学研究室
- 大分大学理工学部 創生工学科 建築コース 建築・都市計画研究室／減災・復興デザイン教育研究センター 都市計画研究室
- 琉球大学工学部 環境建設工学科 都市計画研究室